# Chrostosoma stulta
Chrostosoma stulta là một loài bướm đêm thuộc phân họ Arctiinae, họ Erebidae.